# إيوان (مغني غاني)
إيوان (بالإنجليزية: IWAN Gh)‏ هو مغني غاني، ولد في 12 سبتمبر 1985 في أكرا في غانا.

## وصلات خارجية
- إيوان على موقع ميوزك برينز (الإنجليزية)